# Leivonmäki
Leivonmäki era un comune finlandese di 1 123 abitanti, situato nella regione della Finlandia Centrale. È confluito nel comune di Joutsa nel 2008.